# 倫茨堡鎮區 (伊利諾伊州聖克萊爾縣)
倫茨堡鎮區（英語：Lenzburg Township）是位於美國伊利諾伊州聖克萊爾縣的一個行政鎮區。

## 地方資料
根據2010年美國人口普查的數據，倫茨堡鎮區的面積為81.00平方千米，當中陸地面積為74.80平方千米，而水域面積為6.20平方千米。當地共有人口989人，而人口密度為每平方千米12.21人。